# سفارة مصر في توغو
سفارة مصر في توغو هي الممثلية الدبلوماسية العليا لدولة جمهورية مصر العربية لدى الجمهورية التوغولية. تقع السفارة في لومي، وتهدف لتعزيز المصالح المصرية في توغو.